# Yulia Kazakova

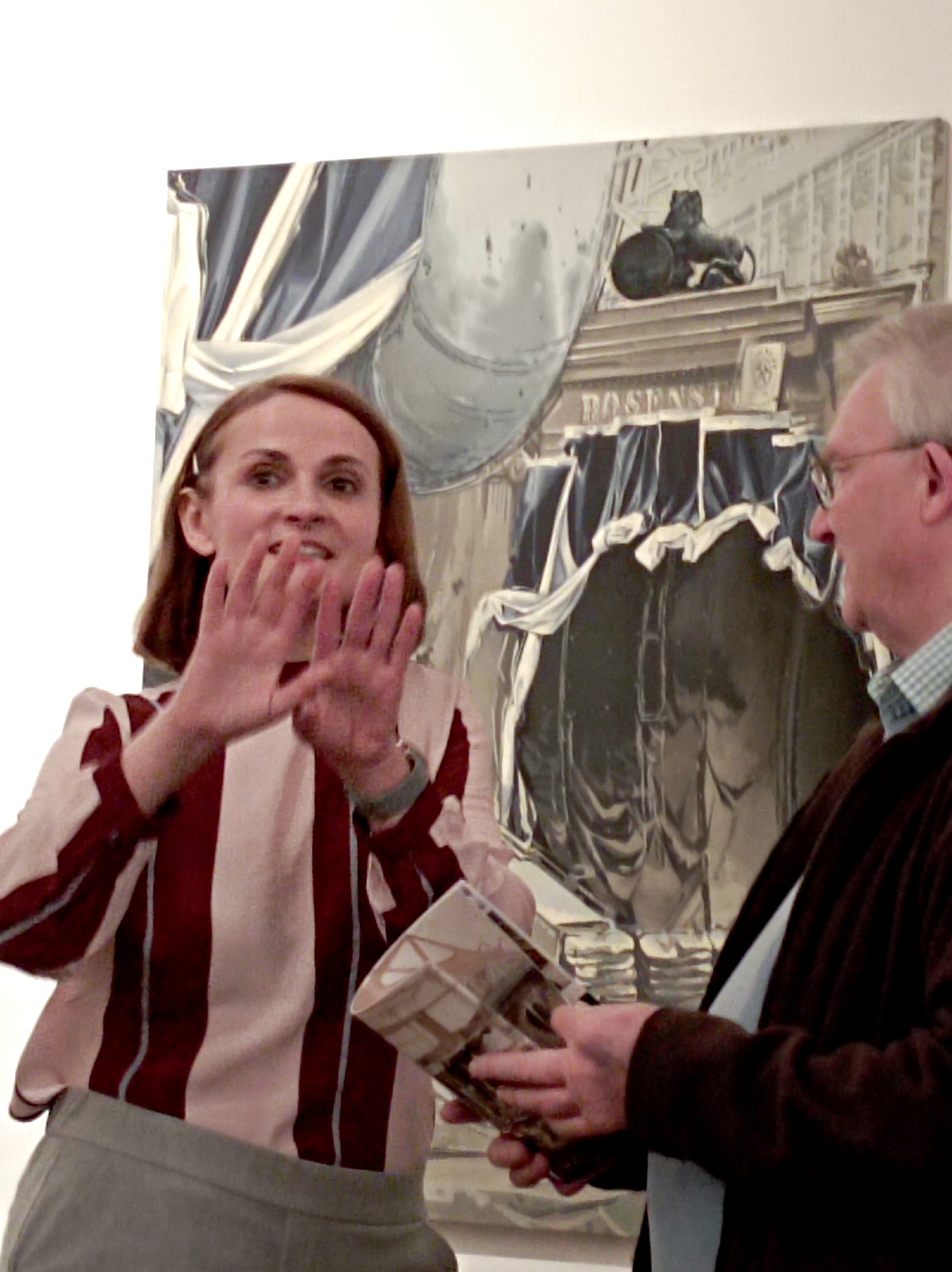
Yulia Kazakova 2024

Yulia Kazakova (russisch Ю́лия Казако́ва; * 1980 in Moskau) ist eine in Russland geborene deutsche Künstlerin und Kunstdozentin. Sie lebt und arbeitet in Berlin.

## Leben
Yulia Kazakova wurde in eine Künstlerfamilie hineingeboren, deren künstlerische Wurzeln bis zu ihrem Urgroßvater Bildhauer Lazar Yakovlevich Vayner zurückreichen. 1998 emigrierte sie im Alter von 18 Jahren als jüdischer Kontingentflüchtling nach Deutschland. Sie absolvierte die Universität der Künste Berlin (UdK) als Meisterschülerin von Wolfgang Petrick und wurde für den „Meisterschülerpreis des Präsidenten der UdK“ nominiert.
Nach ihrem Studium der Bildende Kunst erwarb Kazakova zusätzlich einen Masterabschluss am Institut für Kunst im Kontext an der UdK Berlin, wobei sie sich auf künstlerische Arbeit mit gesellschaftlichen Gruppen und Arbeit in kulturellen Institutionen spezialisierte.
Von 2014 bis 2022 war sie als Dozentin für Gestaltung, Aktzeichnen, kulturelle Bildung und Projektarbeit an der Schule für Bildende Kunst und Gestaltung in Berlin tätig.

## Werk

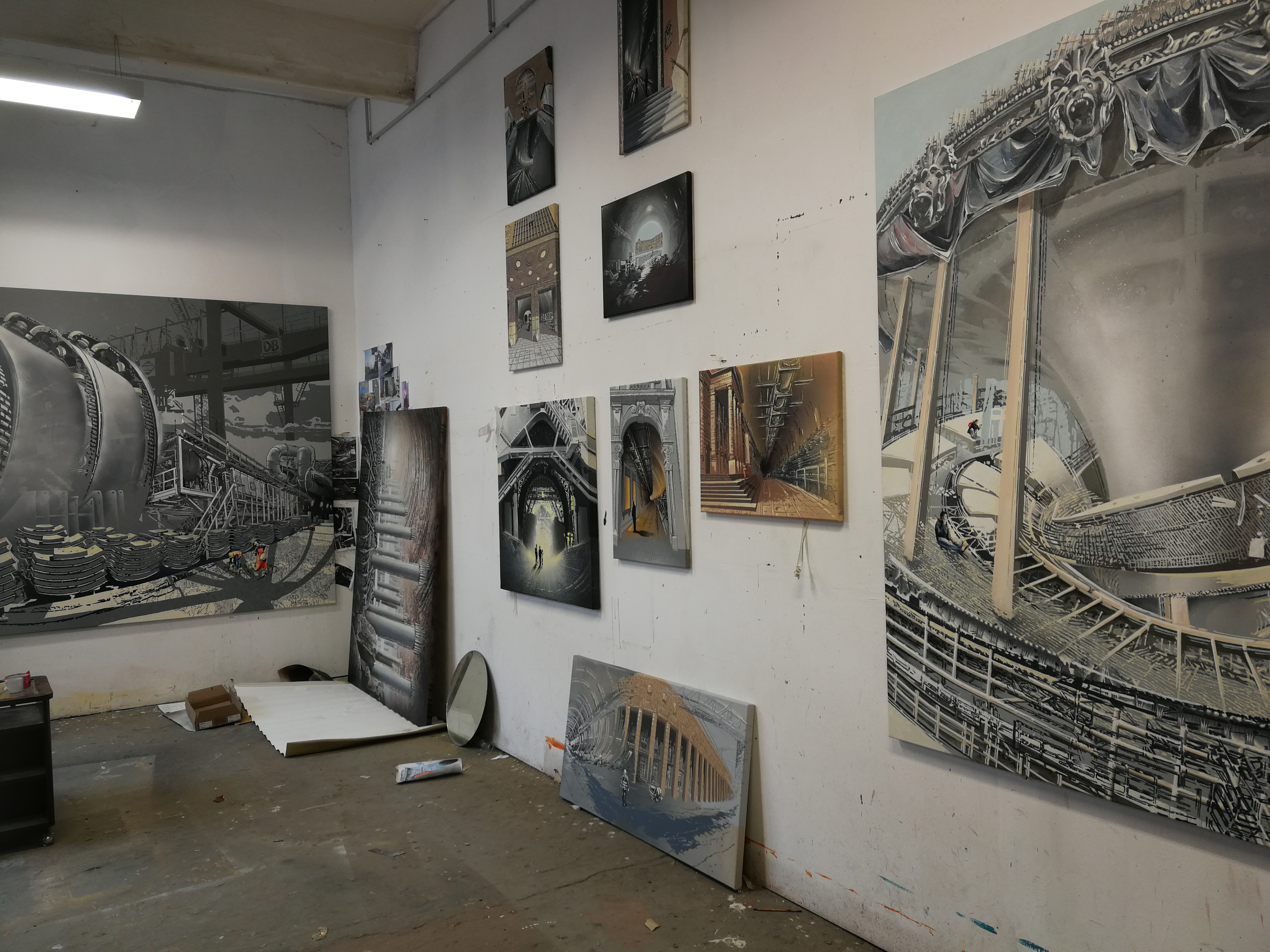
Berliner Atelier der Künstlerin Yulia Kazakova, 2020

Orte und Objekte der Industrie im soziokulturellen Kontext des technologischen Wandels stehen im Mittelpunkt von Yulia Kazakovas Werk. Dabei erschafft sie durch ihre Malerei einen ästhetischen Rahmen, der über die bloße Funktionalität der Bauwerke hinausgeht. Kazakovas Werke laden dazu ein, über die Implikationen und Beziehungen zwischen Mensch, Technologie und (Lebens)raum nachzudenken.
Kazakova entwickelt ihre Bildideen aus eigenen Fotografien, Entwürfen und vorgefundenen visuellen Materialien. Sie löst Motive, Linien und Formen aus ihrem ursprünglichen Kontext und integriert sie in neue, vielschichtige Kompositionen. Durch das Spiel mit Raum und Perspektive werden räumliche Strukturen dekonstruiert, verdichtet und neu geformt.
Seit ihrem Studienabschluss wurden ihre Werke in nationalen und internationalen Ausstellungen präsentiert. Ihre Arbeiten befinden sich in privaten Sammlungen in Deutschland, Brasilien, Österreich, der Schweiz und den USA sowie in öffentlichen Sammlungen wie dem Museum Angerlehner und der Deutschen Bahn.

## Projekt S21
Kazakovas Werkreihe Stuttgart 21 dokumentiert den Bau des neuen Stuttgarter Hauptbahnhofs (Bauvorhaben Stuttgart 21) und die Neugestaltung einer zentralen europäischen Bahnverbindung. Das Projekt wird durch die Galerie Z Stuttgart vertreten und von der InfoTurmStuttgart (ITS) des Vereins Bahnprojekt Stuttgart–Ulm e.V. unterstützt.
Kazakova sammelt vor Ort Eindrücke und Fotografien, die sie in ihrem Berliner Atelier künstlerisch interpretiert. Sie verdichtet Motive und Geschichten zu Malereien, die die Baustelle als mehrdimensionale „Gesamtwelt“ darstellen.

## Auszeichnungen
Nach ihrem Studium erhielt Yulia Kazakova 2008 das Atelierstipendium der Karl Hofer Gesellschaft sowie weitere Auszeichnungen, darunter das Stipendium der Dorothea Konwiarz Stiftung (2010).
Ihre künstlerische Arbeit führte sie zu verschiedenen internationalen Residenzen:
- 2022: Joshua Tree Highlands Artist Residency, Joshua Tree, Kalifornien, USA[8] und Finalist NOoSPHERE Arts, New York, USA[9]
- 2019: Context Artist Residency, Baikalsee, Russland[10]
- 2015: I:O Art Residency, Helikon Art Center, Türkei

## Ausstellungen (Auswahl)

### Einzelausstellungen
- 2024: Stuttgart 21/IV, Galerie Z, Stuttgart
- 2022: Stuttgart 21, InfoTurmStuttgart (ITS), Stuttgart
- 2021: Stuttgart 21, Wolff & Müller, Stuttgart
- 2021: Stuttgart 21/III, Galerie Z, Stuttgart
- 2020: Stuttgart 21/II, Galerie Z, Stuttgart
- 2019: Stuttgart 21, Galerie Z, Stuttgart
- 2018: All Of a Sudden, Projektraum Ventilator, Berlin
- 2017: Jenseits des Aufgeräumten 2.0 (im Rahmen einer Gruppenausstellung), Galerie Z, Stuttgart
- 2016: Phänomenal, Galerie Z, Stuttgart
- 2015: Lost in Balkans (mit Igor Zaidel), Gallery Alexander, Montenegro
- 2013: Reflexionen, MDR, Galerie im Gang, Leipzig
- 2012: Leftovers We, Galerie Helga Maria Bischoff, Berlin
- 2012: Eternally Interwoven, Galerie Z, Stuttgart
- 2012: Blickwinkel, Neues Rathaus, Leipzig
- 2011: Galerie Bergman Berglind, Luxemburg
- 2011: Was uns bewegt, IHK Leipzig, Leipzig
- 2011: Das Morgen von gestern, Dorothea Konwiarz Stiftung, Berlin
- 2011: Da, wo man uns findet (mit Simon Menner), Kunst im Bauhof, Winterthur
- 2010: Frumpy Future, Kunstkontor tiefimBlut, Berlin
- 2010: Yulia Kazakova & Karel Balcar, Galerie Z, Stuttgart
- 2009: Galeria Tomas Cohn, Sao Paulo
- 2009: Ansichten, Kulturhaus Centre Bagatelle, Berlin

### Gruppenausstellungen
- 2024: Desert Forest: Life with Joshua Trees (Teil der Getty PST ART: Art & Science Collide-Initiative), Museum of Art and History (MOAH), Lancaster, Kalifornien
- 2024: Anhaltendes Begehren verborgener Wahrheiten, Galerie Z, Stuttgart
- 2024: NI vs. AI, BAS CS Galerie, Berlin
- 2023: Hohelied, Stephanuskirche, Berlin-Gesundbrunnen
- 2023: Hoheslied, Galerie Vinogradov, Berlin
- 2023: Ex Machina, BAS CS Galerie, Berlin
- 2023: Habitate, Galerie Z, Stuttgart
- 2023: La mirada de un Galerista, Galeria Sur, Maldonado, Uruguay
- 2022: Kunst.Leben.Leidenschaft, Museum Angerlehner, Thalheim bei Wels
- 2022: Investigations: Zombie Forest, Intersect Palm Springs, Palm Springs, Kalifornien, USA
- 2022: Art with Ukraine, Ausstellung und Spendenauktion, GISELA Freier Kunstraum Lichtenberg, Berlin
- 2022: Art with Ukraine, Ausstellung und Spendenauktion, Erika-Fuchs-Haus, Schwarzenbach a. d. Saale
- 2021: Natur vs. Architektur, BAS CS Galerie, Berlin
- 2020: Liquid Lunch, BAS CS Galerie, Berlin
- 2020: Alles Landschaft!, Galerie Z, Stuttgart
- 2020: Spontane Spielräume, Galerie Z, Stuttgart
- 2020: Fifty/Fifty. The Matter Of Duality, Paul Fleischmann Haus, Berlin
- 2019: Трансприсутствие (Transpräsenz), Studio 4413, Sankt Petersburg
- 2019: Берлинский транзит (Berliner Transit), Stadtmuseum Iskusstwo Omska, Omsk
- 2018: Anniversary exhibition, Stiftung Starke, Löwenpalais, Berlin
- 2018: Ventilator: Vom Winde verweht, Projektraum Ventilator, Berlin
- 2017: Jenseits des Aufgeräumten 2.0, Galerie Z, Stuttgart
- 2017: Живописно (Malerisch), Galerie Z, Stuttgart
- 2016: Multicolore, Galerie Hegemann, München
- 2016: NordArt – Internationale Kunstausstellung, Büdelsdorf
- 2016: Convergence, Projektraum art.endart, Berlin
- 2015: Sterntaler, Galerie Z, Stuttgart
- 2015: Dortmunder Neu Gold – Kunst, Bier und Alchemie, Dortmunder U, Dortmund
- 2015: Future, Now, SomoS Art House, Berlin
- 2015: FairArt, Pöge Haus, Leipzig
- 2014: Figuration – Zwischen Traum und Wirklichkeit, Museum Angerlehner, Thalheim bei Wels
- 2014: Survivors, Stiftung Starke, Löwenpalais, Berlin
- 2014: Malerisch, Galerie Z, Stuttgart
- 2013: SubStance, HWK Leipzig, Leipzig
- 2013: Kampagne für faires Handeln, Media City, Leipzig
- 2012: Last Minute, Galerie Z, Stuttgart
- 2012: Kosmos As Presence, InteriorDAsein, Berlin
- 2012: BergmanBerglind and LittlePlus – Charity Event, Luxemburg
- 2012: Gute Karten, Haus am Kleistpark, Berlin
- 2011: Romantic Sensibilities, Kunstkontor tiefimBlut, Berlin
- 2010: And now for something completely different, Galerie Z, Stuttgart
- 2010: Bier, Westwendischer Kunstverein, Gartow
- 2010: Themenwechsel, Galerienquartier Forum Factory, Berlin
- 2009: Bier, Galerie Raab, Berlin
- 2009: Kunst am Spreeknie, Berlin
- 2009: Form vs. Inhalt, Haus am Kleistpark, Berlin

## Publikationen
- Desert Forest: Life with Joshua Trees, Sant Khalsa, Juniper Harrower, Inlandia Institute (Hrsg.), 2024, ISBN 978-1-955969-32-1 (Hardcover), ISBN 978-1-955969-31-4 (Paperback).
- Museum Angerlehner: 10 Jahre zeitgenössische Kunst, Günther Oberhollenzer (Hrsg.), Museum Angerlehner, Hirmer Verlag, München, 2023, ISBN 978-3-7774-4154-2.
- Русские художники за рубежом. 1970–2010-е годы, Стародубцева Зинаида, Издательство БуксМарт, 2020, ISBN 978-5-907043-69-5
- smartLiving Magazin Stuttgart, Heft 8/2018, Status Kommunikation und Verlag, 2018.
- Neu Gold – Kunst, Bier & Alchemie, Stefan Riekeles (Hrsg.), Dortmunder U, Zentrum für Kunst und Kreativität, ISBN 978-3-925998-59-1.
- Nord Art 2016 – Kunstwerk Carlshütte, Kunst in der Carlshütte gGmbH (Hrsg.), 2016, ISBN 978-3-9813751-9-0.
- Industrial Images, Yulia Kazakova, Grebennikov Verlag, Berlin, 2010, ISBN 978-3-941784-06-2.
- Bier, Manuela Reichart, Peter Glückstein, Stefanie Steudemann (Hrsg.), Eichborn Verlag, 2009, ISBN 978-3-8218-6062-6.
- Künstlerische Vielfalt in Leipzig: Eine Dokumentation, Lektorat: K. Gehring, SagArt e.V., Leipzig, 2013.
- Neues Aquarell – Internationale Biennale Neues Aquarell 1999, Kunststation Kleinsassen, Landkreis Fulda – Volkshochschule, Fulda, 1999.